# بيدرو فيلازكيز
بيدرو فيلازكيز (بالإسبانية: Pedro Velázquez) هو لاعب كرة قدم ومدرب كرة قدم باراغواياني في مركز الهجوم، ولد في 13 مايو 1983 في باراغواري في باراغواي. شارك مع منتخب باراغواي تحت 20 سنة لكرة القدم. أما مع النوادي، فقد لعب مع برسيجا جاكارتا وديبورتيس إيكيكي وذي سترونغيست وسبورتيفو لوكوينو وفورتاليزا الكولومبي ونادي سيمين بادانغ ونادي غواراني ونادي ليبرتاد.

## وصلات خارجية
- بيدرو فيلازكيز على موقع قاعدة بيانات كرة القدم.إي يو (الإنجليزية)
- بيدرو فيلازكيز على موقع Soccerway.com (الإنجليزية)